# Open-Sankoré
Chronologie des versions
OpenBoard
Open-Sankoré est un logiciel libre et gratuit de tableau blanc interactif (TNI) compatible avec n'importe quel projecteur disposant d'un dispositif de pointage (tableau, tablette, capteur infra-rouge, tableau mobile, Vidéoprojecteur interactif ou VPI…).
Open-Sankoré fut développé par la Délégation interministérielle à l'éducation numérique en Afrique (DIENA), délégation française, entre 2010 et 2013.
Le logiciel n'est aujourd'hui plus maintenu. Son fork, OpenBoard, est souvent considéré comme son successeur.

## Contexte du logiciel

### Deux projets en parallèle
Depuis 2013 le support de Open-Sankoré n'est plus assuré, le contact de Open-Sankoré ne fonctionne plus et le service de report de bugs n'est pas accessible. La DIENA ne répond pas aux courriels.
Depuis septembre 2014 une fourche du projet est distribué par le service des écoles et médias (SEM) du département de l'instruction publique (DIP) du Canton de Genève et sous le nom de OpenBoard. Depuis 2008 celui-ci est engagé dans une politique du développement des logiciels libres, coordonné au sein du projet GeLibrEdu. Ce plan est inscrit dans le cadre du plan d'étude romand,, des MITICs.

Il est basé sur la version 2.0 (2012) de Open-Sankoré utilisant QT4, plus stable sur Mac OS X. La version distribuée par Open-Sankoré a été développée jusqu'en 2015 mais comporte des instabilités sur Mac et Windows. Désormais OpenBoard est développé sur GitHub via le compte DIP-SEM et non plus Open Education Foundation.
Il y aurait une version 2.5.2 de Open-Sankoré pour 2017 (version actuelle 2.5.1). Les corrections/évolutions devraient reprendre courant juin 2016,. Il est prévu que le Ministère de l'Education nationale reprenne le projet via la Direction du numérique pour l'éducation (DNE). Cette direction a été créée par l'arrêté du 17 mars 2014 en vue de prendre en considération les spécificités du numérique pour l'école.
Une version Beta de OpenBoard est distribuée depuis mars 2016. Il y a une compatibilité ascendante, ce qui veut dire que l’on peut relire sans autre modification sur OpenBoard 1.3 des documents créés avec OpenBoard 1.02, mais que l’inverse est déconseillé. Sortie prévue de la version 1.3 au début du mois d’avril. Sur le site internet de OpenBoard existe un forum pour faire remonter les bugs et suggestions.

### Historique et origines
Le nom Sankoré a été choisi pour rendre hommage à la célèbre université de Tombouctou au Mali qui a rayonné du XIIIe  au XVIIe siècle et qui a accueilli jusqu'à 25 000 étudiants dans de nombreuses disciplines comme le droit, la médecine, l'algèbre, l'astronomie, la chirurgie, la philosophie, la grammaire et la religion.
Open-Sankoré est le logiciel proposé avec des ordinateurs et des vidéo-projecteurs aux classes des pays africains pour tenter d'atteindre les Objectifs du Millénaire. Ceux-ci visent à soutenir le développement de l'éducation en Afrique. C'est une initiative des Nations unies en vue de créer des ressources éducatives libre (REL).
La société suisse Mnemis, fondée en 2008, spin-off de l'université de Lausanne commercialisait le logiciel sous la marque UniBoard. Ce logiciel avait été conçu à la demande de l'Université de Lausanne en 2003 pour remplacer le rétroprojecteur dans les salles de cours et les amphithéâtres. Le code source a été ouvert et rendu disponible sur une forge :Addulact puis GitHub. Depuis son rachat à l'automne 2010.
En janvier 2010 un délégué interministériel, Alain Madelin, auprès du Premier ministre pour l'éducation numérique en Afrique a été institué. Un Groupement d'Intérêt Public pour l'Éducation Numérique en Afrique (GIPENA) a été créé à l'automne 2010, afin de mettre en œuvre un programme pluriannuel pour développer l'éducation numérique dans de nombreux pays africains partenaires. Celui-ci était doté d'un budget de 14 millions d'euros en 2011. Initialement prévu à 50 k€, l'investissement lié au développement du logiciel Sankoré est monté à 946 k€ en 2012,.
La première version s'appelait Sankoré 3.1 (pour 3 en 1) ce qui apportait des confusions sur la gestion des versions. Son nom, Open-Sankoré, utilisé aujourd'hui est donc devenu définitif depuis la mi 2011.
En 2013 le GIP ENA a été dissous.

### Le projet Sankoré
Déjà en 2003, une étude de l'UNESCO sur la diffusion des livres scolaires en Afrique francophone faisait état de difficultés liées à la corruption, au manque de moyens et à la faible densité des réseaux de diffusion de matériel pédagogique. La question du développement de matériel numérique s'est posée peu à peu.
Le gouvernement français a nommé un Délégué interministériel, le Professeur Albert-Claude Benhamou, à la tête de la Délégation interministérielle pour l'éducation numérique en Afrique (DIENA) en 2010. À ses côtés, la société Webdoc, fondée en 2009 et qui développe aussi d'autres produits numériques, soutient le projet.
Ce programme s'apparente au programme de l'entreprise CyberSmart de distribution de TNI avec panneaux solaires financé par l'Agence des États-Unis pour le développement international lancé en 2011. Ainsi qu'au programme lancé par le Réseau éducation pour tous en Afrique (REPTA) qui fait la promotion des TNI en Afrique depuis 2009 ayant signé un partenariat avec la société SmartBoard en 2010.
Depuis 2011 des accords avec l'Île Maurice, Madagascar, Haïti, le Sénégal, le Mali et le Burkina Faso ont été signés. Un accord pour la distribution à Dakar de kits de classes numériques (TNI doté du logiciel) a été signé avec l'UNESCO en 2013. Eduxia SA a servi à rémunérer les participants au projet. Une fondation : "Open Education Foundation" siégeant à Genève, dissoute depuis, avait été créée pour assurer la pérennité du projet Open-Sankoré et de ses dérivés. La société Maskott a remporté une partie du marché du projet Sankoré et pour équiper plus de 2000 écoles de solutions interactives notamment au Sénégal, Mali, Burkina Faso, Bénin et à Madagascar. La Cote d'Ivoire a également bénéficié de ce programme à hauteur de 600 classes équipées de TNI.
À retenir un mémoire de Master de 2012 montrant les limites de l'utilisation des TNI au Burkina Faso et au Niger ainsi que des axes de réflexion.
Hors du programme Sankoré, 160 écoles de la région de Bruxelles ont été équipées en juillet 2013 de matériel fonctionnant avec des logiciels libres dont Open-Sankoré.
En Côte d'Ivoire, le projet Sankoré est chapeauté par un comité de pilotage du Ministère de l'éducation nationale ivoirien.
Au Sénégal, 700 tableaux numériques interactifs ont été distribués depuis 2011 et 1113 supplémentaires devraient l'être à l'horizon 2016. Excepté sur le volet formation, la coopération française se retire du projet. Le ministère de l'Éducation et l'UNESCO sont les deux autres partenaires de ce projet. Sur le terrain où 1100 classes sont équipées de TNIs, les difficultés rencontrées concernent l'alimentation en énergie dans certaines zones, les besoins en formation et la faible utilisation du matériel.

## Utilisation

### Intérêt pédagogique
L'intérêt pédagogique du TNI peut être analysé par exemple selon le modèle SAMR (substitution, augmentation, modification, redéfinition) de Ruben Puentedura.
- Substitution : la nouvelle technologie remplace l'ancienne.
- Augmentation : la nouvelle technologie améliore l'usage de l'ancienne technologie.
- Modification : la nouvelle technologie transforme les usages.
- Redéfinition : la nouvelle technologie permet de nouveaux usages.

### Une utilisation intuitive
Le logiciel est développé pour une utilisation la plus simple et efficace possible. Il se veut le plus affordant possible, c'est-à-dire facile à utiliser pour des enseignants non-spécialistes et des élèves, ou encore ergonomique et intuitif. Son apprentissage se veut très rapide pour permettre aux professeurs des universités et aux élèves d'école primaire de disposer de l'essentiel des fonctionnalités après une demi-journée de prise en main.
Il fonctionne sur les principaux systèmes d'exploitation (Linux Ubuntu et Debian, autre Linux, Windows de XP à 8 et MacOS). Il peut également être compilé pour les autres systèmes d'exploitation par les membres de leurs communautés.
Il permet d'utiliser 4 modes : 
1. mode tableau : permet d'utiliser l'import de documents PDF, de les annoter, de dessiner et d'utiliser des médias et des applications (widgets). Un mode « screencast » permet également d'enregistrer tout ce qui se passe à l'écran avec ou sans le son et de le publier directement sur sa propre chaine [YouTube].
2. mode bureau : permet d'interagir avec le bureau et toutes les applications disponibles sur la machine quel que soit le système. Le stylet est alors comme le pointeur de la souris. Les annotations et surlignages ainsi que la capture d'écran ou la recopie partielle ainsi que le clavier virtuel sont utilisables.
3. mode navigateur web intégré : permet d'accéder directement à des pages web, de récupérer les animations flashs ou les vidéos et de copier totalement ou partiellement l'écran pour préparer des ressources pédagogiques très rapidement.
4. mode document : permet d'importer et d'exporter des documents (pdf, .png, .svg, .iwb…), de les organiser en empruntant des pages à d'autres documents, de les publier sur Planete-Sankore.org.

Il est également possible d'utiliser Open-Sankoré avec un visualiseur pour exploiter en classe les travaux d'élèves, des documents authentiques, présenter de petites expériences ou des objets.
Il est également possible d'écrire sur la surface du TNI avec des feutres classiques, mais cela n'est pas recommandé pour certains modèles ; en effet, à moins d'effacer très vite, des traces restent et il est nécessaire de nettoyer à l'alcool.

### Historique des versions

#### OpenBoard 1.0.2 (2014)
OpenBoard : version 1.0.2 (dérivée d'Open-Sankore 2.00) disponible depuis 2014.
- Cette version ne reconnaît ni ne génère le format .iwb d’inter-compatibilité entre les tableaux numériques interactifs. Il est toutefois possible de passer via Open-Sankoré pour effectuer cette opération, ce dernier étant compatible avec OpenBoard et permettant ces actions.

#### Open-Sankoré 2.5.1 (2013)
Open-Sankoré : version 2.5.1 disponible. Version 2.1 disponible depuis le 1er mai 2013.
Les ajouts de cette version sont principalement :
- la possibilité d'ajouter une action sur une image ou un bloc de texte  (lien hypertexte, lien sur une autre page, jouer un son). L'outil "interagir avec les objets" permet alors de jouer l'action spécifiée ;
- la capture de contenu Web élargie permettant de stocker les liens sur des médias ou les médias eux-mêmes (son, audio, vidéo et flash),
- l'export et l'import par lot (format .ubx) dans l'onglet Documents,
- la réorganisation des documents en sous-dossiers et l'ajout d'un répertoire Modèle,
- l'ajout de Signets Web dans la bibliothèque et l'ajout d'extrait de site web sur les pages,
- le changement de la langue du logiciel dans le panneau "Préférence" du menu Open-Sankoré avec de nouvelles langues,
- la recherche d'interactivités ou d'Applications directement sur Planète Sankoré,
- l'option rectangulaire sur la Loupe, elle permet notamment la mise en évidence et le travail sur des textes,
- des améliorations sur l'application Spot.

#### Open-Sankoré 2.0 (2012)
Open-Sankoré : version 2.0 est sortie le 20 novembre 2012.
Elle apporte en particulier : 
- une gestion avancée des objets (les traits gérés comme objets, l'interaction directe, la gestion des couches, le groupement),
- de nouveaux widgets viennent garnir les dossiers des Interactivités et des Applications (dont en particulier un accès OpenStreetMap),
- une fiche guide permettant de documenter la séance pédagogique et les activités et de stocker des médias complémentaires,
- l'ajout de polices cursives et scripts utilisables à l'école (caractères avec lignes),
- l'accès à des recherches facilitées de médias dans Planète-Sankoré et dans Google Images,
- des bibliothèques garnies avec des exemples et des fonds utilisables en classe,
- une compatibilité avec le format de fichiers interopérable Common File Format .IWB (IMS Global Learning Consortium[61]).

## Planète Sankoré (partage de ressources)
Le logiciel était associé à une base de ressources pédagogiques libres (en général placée sous licence Creative Commons BY) permettant le partage et la mutualisation de ressources ainsi que la constitution de groupes de collègues sur le site planete.sankore.org. Ces ressources pédagogiques ont été développées par le Réseau CANOPE (ex CNDP) et par AgroSup Dijon.
D'autres plateformes pédagogiques agrègent des liens ou hébergent des conseils d'utilisation ou des ressources pédagogiques : 
- Carrefour éducation (Québec)[63].

Planète Sankoré utilise le logiciel open source xWiki. Les ressources pédagogiques sont indexées à l'aide de métadonnées utilisant le modèle de données ScoLOMFR (et son schéma XML associé), standard basé sur le LOM et la norme AFNOR dérivée LOMFR.
Jerry Do-It-Together est un serveur permettant de partager entre autres ses ressources pédagogiques avec Sankoré.

## Logiciels et matériels
Via la fonction Exporter au format CFF, (Common File Format) il est possible dans un grand nombre de logiciels de générer un fichier compatible d'un programme à l'autre. Le fichier créé possède pour suffixe .iwb, lequel est géré par l'IMS (Global Learning Consortium). Il est toutefois souvent nécessaire de devoir effectuer des mises au point concernant la mise en page. Le format CFF/IWB de compatibilité entre les logiciels a été initié par la Becta. La BECTA a été liquidée en 2011 en raison notamment de problèmes liés à la concurrence dans l'attribution des logiciels.
Toutefois, sur les TNIciels censés gérer les iwb, de nombreux problèmes se posent parfois même pour ouvrir des fichiers .iwb qu’ils ont eux-mêmes créés. Même sur des fichiers simples : texte, image, trace, un grand nombre de problèmes se posent. La question de la compatibilité réelle se pose ainsi toujours.

### Classification
| Logiciel             | Compagnie            | Licence                    | Matériel    | Pays        | Format natif | Importation (il existe une différence entre la compatibilité déclarée et la compatibilité réelle) | Exportation                                           |
| -------------------- | -------------------- | -------------------------- | ----------- | ----------- | ------------ | ------------------------------------------------------------------------------------------------- | ----------------------------------------------------- |
| OpenBoard            | SEM                  | Gratuit / Open Source      | Non         | Suisse      | .svg         | .ubz .pdf                                                                                         | .ubz (.pdf .ppt) extraits web                         |
| Open-Sankoré         | DNE                  | Gratuit / Open Source      | Non         | France      | .svg         | .ubz .pdf .iwb                                                                                    | .ubz .iwb (.pdf .ppt .wgt) extraits web               |
| Pylote               | Pascal Peter         | Gratuit                    | Non         | France      | N/A          | N/A                                                                                               | N/A                                                   |
| Notebook             | SmartTech            | Propriétaire               | SMART Board | Canada      | .svg, .bd    | .notebook .iwb                                                                                    | .notebook .iwb (Smartink : .pdf .doc extraits web)    |
| ActivInspire         | Promethean           | Propriétaire               | Promethean  | États-Unis  | .flipchart   | .flipchart                                                                                        | .flipchart .notebook (.pdf)                           |
| TeamBoard Draw       | TeamBoard            | Propriétaire               | N/A         | N/A         | .tmb         | .tmb                                                                                              | .tmb .jpg                                             |
| EasyTeach            | LigthBox Education   | Propriétaire               | N/A         | N/A         | .etng        | .etng .iwb                                                                                        | .etng .iwb                                            |
| Mimio                | Mimio                | Propriétaire               | N/A         | N/A         | .ink         | .ink .iwb                                                                                         | .ink .notebook .flipchart .iwb (.pdf .doc blackboard) |
| Interwrite Workspace | eInstruction, Turing | Propriétaire               | N/A         | N/A         | .gwb         | .gwb                                                                                              | .gwb                                                  |
| StarBoard            | Hitachi              | Propriétaire               | StarBoard   | Japon       | .xml .png    | .yar                                                                                              | .yar .pdf                                             |
| eBeam                | Luidia Inc           | Propriétaire               | eBeam       | N/A         | N/A          | N/A                                                                                               | N/A                                                   |
| Eyeboard             | i3-Technologies      | Propriétaire               | Eyeboard    | N/A         | N/A          | N/A                                                                                               | N/A                                                   |
| N/A                  | vMarker              | Propriétaire               | vMarker     | N/A         | N/A          | N/A                                                                                               | N/A                                                   |
| Easiteach (en)       | RM Education (en)    | Propriétaire / Open Source | Non         | Royaume-Uni | N/A          | N/A                                                                                               | N/A                                                   |